# زهر ۱۲۸۷۴
سیارک ۱۲۸۷۴ (به انگلیسی: 12874 Poisson، نامگذاری:1998QZ) دوازده هزار و هشتصد و هفتاد و چهارمین سیارک کشف شده‌است که در ۱۹ اوت ۱۹۹۸ کشف شد.
قدر مطلق سیارک برابر ۱۳٫۳۰ است.